# Bisaltes stramentosus
Bisaltes stramentosus är en skalbaggsart som beskrevs av Stefan von Breuning 1939. Bisaltes stramentosus ingår i släktet Bisaltes och familjen långhorningar. Inga underarter finns listade.